# Staatsgrundgesetz von Oldenburg
Das Staatsgrundgesetz für das Großherzogtum Oldenburg wurde als Landständische Verfassung des Großherzogtums 1849 eingeführt und war nach konservativer Revision 1852 und Änderungen bei der Entstehung des deutschen Nationalstaats bis 1918 in Kraft.

## Vorgeschichte

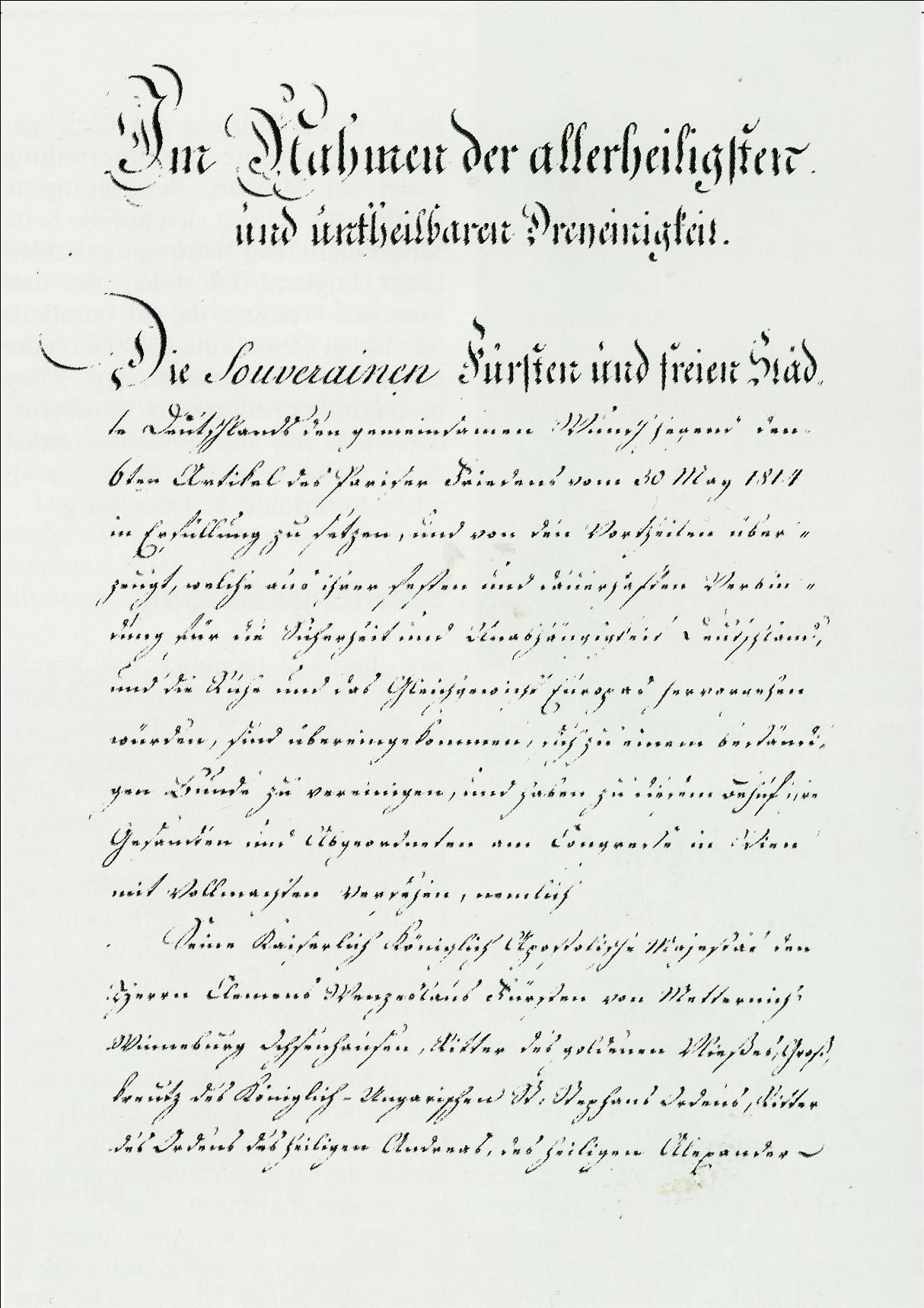
Bundesakte von 1815

Nach dem Ende der Napoleonischen Herrschaft in Europa nahmen Vertreter des Herzogtums Oldenburg für die Neuordnung Europas am Wiener Kongress teil. Neben der Erhebung zum Großherzogtum und einigen für Oldenburg nebensächlichen Gebietserweiterungen, war ein wesentliches Ergebnis des Wiener Kongresses die Gründung des Deutschen Bundes, dem das Großherzogtum Oldenburg 1821 mit der Unterzeichnung der Schlussakte formal beitrat.
Eine der Forderungen der Bundesakte des Wiener Kongresses (Artikel 13) war die Einrichtung einer Landständischen Verfassung durch die Mitgliedsstaaten. Der zu dieser Zeit regierende Monarch Oldenburgs Peter Friedrich Ludwig ignorierte diese Forderung während seiner Regentschaft allerdings. Erst sein Sohn Paul Friedrich August, ab 1829 Großherzog Oldenburgs, nahm sich der Verfassung als Reaktion auf die Pariser Julirevolution und Ausschreitungen in mehreren europäischen und deutschen Städten an. Als Rufe nach Mitbestimmung in Jever und Butjadingen ebenfalls lauter wurden, verfasste  Paul Friedrich August mit seinem Kabinett am 5. Oktober 1830 zunächst eine Proklamation zur freien Selbstverwaltung der Gemeinden. Diese Landgemeindeordnung, die 1831/32 in Kraft trat, war der erste Schritt zu einer konstitutionellen Monarchie. Das wesentlich auf Vorschlägen des oldenburgischen Staatsrats Carl Friedrich Ferdinand Suden fußende Dokument enthielt allerdings noch starke Züge des staatlichen Bevormundungsdenkens und bedeutete nur eine bedingte Selbstverwaltung.

## Erster Versuch eines Staatsgrundgesetzes 1847
Fast zeitgleich zur Landgemeindeordnung beauftragte Paul Friedrich August seinen Staatsminister Günther von Berg 1832 mit dem Entwurf einer Staatsverfassung. Der als „brauchbar“ angesehene Versuch Bergs wurde allerdings durch Oldenburgs Agnaten Russland und Dänemark abgelehnt, die aufgrund der Gewalttätigkeiten im Zuge der revolutionären Bewegungen der Jahre zuvor jegliche Demokratiebestrebungen ablehnten. Dem konnte auch der Großherzog nicht widersprechen.
Ende der 1840er Jahre wurde dann im Zuge der Ereignisse des Vormärz auch im Großherzogtum der Ruf nach der Verfassung wieder lauter, sodass der Großherzog am 15. November 1847 eine Kommission für einen Verfassungsentwurf einberief, der dieses Mal auch Russland und Dänemark zufriedenstellen sollte. Die Ereignisse vom März 1848 überholten allerdings diesen Entwurf.

## Das Staatsgrundgesetz von 1848
Wie in anderen deutsche Kleinstaaten, griff die von Paris ausgegangene Revolution im Frühjahr 1848 auch auf das Großherzogtum Oldenburg über. Im Oldenburgischen Münsterland, in der Wesermarsch und in der oldenburgischen Exklave Birkenfeld wegen des unbeliebten autokratischen Regierungspräsidenten Fischer kam es zu Unruhen. In der Stadt Oldenburg selbst blieb die Lage ruhig, jedoch verlangte eine am 9. März abgehaltene Bürgerversammlung umfangreiche demokratische Rechte. Am 10. März wurden die Forderungen unter anderem von dem Fabrikanten Johann Heinrich Hoyer unterstützt von einer eher gewaltbereiten Abordnung aus dem Jeverland dem Großherzog vorgetragen. Dieser gab nach einigem Zögern nach und erließ noch am selben Tag ein Patent, das die Wahl von 34 Landtagsabgeordneten als Vorparlament vorsah. Da weitere Abordnungen ebenfalls Forderungen stellten, bekräftigte  Paul Friedrich August am 18. März seine Zustimmung mit einer von dem Geheimen Kabinettsreferendar Carl Zedelius verfassten Proklamation zum Prinzip der Volksversammlung und Mitwirkung der Stände an der Gesetzgebung.
Bei ihrer ersten Versammlung befanden die 34 Abgeordneten den Verfassungsentwurf seitens des Großherzogs und der Minister von 1847 für untauglich. Am 17. Mai wurde eine Kommission unter dem gemäßigten Liberalen Johann Heinrich Jakob Schloifer schließlich mit einem Neuentwurf einer Verfassung beauftragt. Schloifer der am 1. August 1848 auch oldenburgischer Staatsminister wurde, nachdem sein Vorgänger Beaulieu-Marconnay als konservativer Gegner der Verfassung zurückgetreten war, orientierte seinen Verfassungsentwurf an der Kurhessischen Verfassung von 1831.
Am 1. September trat der konstituierende Landtag zusammen, um die Verfassung mit Vertretern des Großherzogs zu vereinbaren. Größter Streitpunkt war die Vereinbarung der Zivilliste, also die Festsetzung der jährlichen Zahlungen aus der Staatskasse an das Großherzogliche Haus. Bisher hatte das Großherzogliche Haus über alle Staatseinnahmen frei verfügen können. Im Zuge der Parlamentarisierung sollte nun der Domänenbesitz des Herrscherhauses, eingezogen werden. Beim Herrscherhaus verblieben neben der jährlichen Zahlung einige nicht zu Staatsgütern umwandelbare Domänen, die Schlösser Oldenburg, Eutin und Jever, sowie die Gemäldegalerie, das Naturhistorische Museum und der Hausfideikommiss wie etwa das Schloss Rastede.
Der Konstituierende Landtag stimmte dem Staatsgrundgesetz nach 106 Sitzungen am 18. Februar 1849 schließlich zu. Am 1. März wurde das Gesetz veröffentlicht. Das Großherzogtum Oldenburg war damit der letzte deutsche Staat, der eine Verfassung einführte.

## Revision 1852
In den Jahren nach der Revolution gewannen reaktionäre Kräfte auch in Oldenburg die Oberhand. Das Staatsgrundgesetz wurde daher am 22. November 1852 in konservativem Sinne revidiert, so wurden etwa die Rolle des Landtages geschwächt – er konnte nun keine Ausgaben mehr verweigern, zu denen der Staat verpflichtet war. Außerdem wurde das Dreiklassenwahlrecht eingeführt.
Einige Änderungen wurden später wieder aufgehoben. Das Oldenburgische Staatsgrundgesetz blieb mit einigen weiteren Änderungen beim Anschluss des Großherzogtums an den Nationalstaat mit der Ministerialverfassung 1866 und des Gerichtsverfassungsgesetzes 1877 bis zum Ende des Großherzogtums im November 1918 in Kraft.